# Ruski rubelj
Rubelj (rusko рубль, latinizirano: rublʹ; simbol: ₽; okrajšava: руб ali р. v cirilici, Rub v latinici; ISO koda: RUB) je valuta Ruske federacije. Rubelj se deli na 100 kopejk (rusko копе́йка, latinizirano: kopejka). Uporablja se v Rusiji in v delih Ukrajine in Gruzije pod vojaškim nadzorom Rusije.
Rubelj je bil valuta Ruskega imperija in Sovjetske zveze (sovjetski rubelj). Po padcu Sovjetske zveze je bila valuta leta 1992 preoblikovana. Prvi ruski rublji (koda: RUR) so zamenjali sovjetski rubelj (koda: SUR) septembra 1993 v razmerju 1:1.
1. januarja 1998 je bil pred rusko finančno krizo rubelj devalviran z novo kodo RUB in zamenjan po tečaju 1 RUB = 1000 RUR.